# Lee Rausch
Pour les articles homonymes, voir Rausch.
Lee Rausch est un batteur américain né le 10 septembre 1964 à Toledo (Ohio) et mort le 23 juin 2023 à Lakeview (Ohio), membre de plusieurs groupes de thrash metal basés en Californie de 1983 à 1987.

## Carrière de musicien

### Megadeth
La carrière de Lee commence en 1983, quand Dave Mustaine, l'ancien guitariste de Metallica, forme son propre groupe du nom de Megadeth. Après l'audition des plusieurs batteurs, Lee Rausch est finalement engagé et Megadeth tient son premier véritable line-up, qui se compose donc de Lee Rausch, Dave Mustaine, David Ellefson et Kerry King.
En 1984, Megadeth enregistre sa première démo Last Rites composé de trois titres. Mais la même année, Lee Rausch est écarté du groupe, et remplacé par Gar Samuelson. En 1985 le groupe enregistre son premier album.

### Dark Angel et Wargod
En 1984, à la suite de son éviction de Megadeth, il joue quelque temps pour un autre groupe de la région, Dark Angel, mais il est vite remplacé par Gene Hoglan.
En 1986, il rejoint Wargod, le groupe de la chanteuse Michelle Meldrum. Il remplace Gene Hoglan parti chez Dark Angel. Avec Wargod, il enregistre une démo la même année, mais le groupe se sépare en 1987. Lee Rausch met alors fin à sa carrière de musicien.